# Duncan Dokiwari
Duncan Dokiwari est un boxeur nigérian né le 15 octobre 1972 à Port Harcourt.

## Carrière
Aux Jeux olympiques d'été de 1996, il combat dans la catégorie des super-lourds et remporte la médaille de bronze.